# Chiaglas pallidipectus
Chiaglas pallidipectus är en stekelart som först beskrevs av Smith 1862.  Chiaglas pallidipectus ingår i släktet Chiaglas och familjen brokparasitsteklar. Inga underarter finns listade i Catalogue of Life.